# Amanda Stewart
Amanda Stewart (* 1959 in Sydney) ist eine australische Lyrikerin und Performancekünstlerin.

## Leben
Amanda Stewart studierte an der University of Technology in Sydney. Seit den 1970er Jahren produzierte sie lyrische Texte, Performances, Rundfunk-, Film- und multimediale Werke, die in Australien, Japan, den USA und in Europa aufgeführt wurden. Von 1983 bis 1993 war sie Produzentin bei der Australian Broadcasting Corporation.
1989 gründete sie das Ensemble Machine for Making Sense, mit dem sie Text-Klang-Performances aufführt, 1995 das Trio Allos. 1990 war sie Koautorin und Produzentin des Films Eclipse of the Man-Made Sun. Zwischen 1995 und 2001 absolvierte sie zwölf Performance-Touren durch Europa. Beim Sydney Festival 1997 wurde die Oper The Sinking of the Rainbow Warrior uraufgeführt, die Stewart mit dem Komponisten Colin Bright geschrieben hatte. 1998 brachte sie das Set Selected Poems 1980-1996 (Buch und CD heraus), das im Folgejahr den Anne Elder Poetry Prize der National Literary Awards in Australien gewann. 2000 erhielt sie einen Produktionsauftrag des Bayerischen Rundfunks für zwei neue Stücke, die 2001 in München aufgeführt wurden.

## Werke
Aufnahmen von Werken Stewarts finden sich auf folgenden CDs und MCs:
- NMA Tapes 5 (Victoria: NMA Publications, 1988)
- Mixed Doubles (Victoria: NMA Publications, 1989)
- Vocal Neighborhoods: A Walk through the Post-Sound Poetry Landscape (Leonardo Music Journal, Cambridge, MA: MIT Press, 1993)
- I Nuovi Mondi (Cento: Baobab Publishers, 1994)
- The Meridian Crossings (Lowlands, Tschechische Republik, 1995).

Mit Machine of Making Sense produzierte sie die CDs:
- on second thoughts (Australien, 1994)
- Talk is Cheap (Potts Point: Split Records, 1996)
- Dissect the Body (Potts Point: Split Records, 1998)
- consciousness (Potts Point: Split Records, 1999)

Außerdem ist sie Autorin einer Reihe experimenteller Filme und Videos; u. a. entstanden in Zusammenarbeit mit Nicolette Freeman U.S.. U.S... (1981) und der bei Festivals in Australien, den USA, Japan, Holland und Frankreich ausgezeichnete Dokumentarfilm Eclipse of the Man-Made Sun (1990).
| Personendaten    | Personendaten                                   |
| ---------------- | ----------------------------------------------- |
| NAME             | Stewart, Amanda                                 |
| KURZBESCHREIBUNG | australische Lyrikern und Performancekünstlerin |
| GEBURTSDATUM     | 1959                                            |
| GEBURTSORT       | Sydney                                          |